# Заднево (Бережковское сельское поселение)
Заднево — деревня в Бережковском сельском поселении Волховского района Ленинградской области.

## История
На карте Санкт-Петербургской губернии Ф. Ф. Шуберта 1834 года упоминается деревня Задняя, состоящая из 48 крестьянских дворов, и при ней водяная мельница.

ЗАДНЕВО — деревня принадлежит Казённому ведомству, число жителей по ревизии: 103 м. п., 115 ж. п. (1838 год)

Деревня Задняя из 48 дворов и водяной мельницы отмечена на карте Ф. Ф. Шуберта 1844 года.

ЗАДНЕВА — деревня Ведомства государственного имущества, по просёлочной дороге, число дворов — 54, число душ — 105 м. п. (1856 год)

ЗАДНЕВО (ЗАДНЯЯ) — деревня казённая при реке Задневке, число дворов — 55, число жителей: 156 м. п., 142 ж. п.; Часовня православная. (1862 год)

В июне 1872 года в деревне случился большой пожар, сгорело 142 постройки.
Сборник Центрального статистического комитета описывал деревню так:

ЗАДНЕВО (ЗАДНЯЯ) — село бывшее государственное при реке Черной Задневке, дворов — 42, жителей — 212; Часовня, лавка. (1885 год)

В конце XIX века село административно относилось к Городищенской волости 2-го стана Новоладожского уезда Санкт-Петербургской губернии, в начале XX века — 1-го стана.
По данным «Памятной книжки Санкт-Петербургской губернии» за 1905 год село Заднево вместе с деревнями Черноручье и Дуняково входило в Задневское сельское общество.
Согласно военно-топографической карте Петроградской и Новгородской губерний издания 1915 года деревня называлась Задняя, река на которой она находилась, называлась Витка.
С 1917 по 1918 год деревня входила в состав Городищенской волости.
С 1918 по 1923 год деревня Заднево входила в состав Задневского сельсовета Захожской волости Новоладожского уезда.
С 1923 года в составе Заречского сельсовета Пролетарской волости Волховского уезда.
Согласно данным переписи населения СССР 1926 года в селе Заднево проживали 393 человека — все русские.
С 1927 года в составе Волховского района.
В 1928 году население деревни Заднево также составляло 393 человека.
По данным 1933 года село Заднево входило в состав Зареченского сельсовета Волховского района.

План деревни Заднево. 1941 год

Согласно топографической карте РККА 1941 года деревня насчитывала 73 двора. В деревне располагались церковь и школа, был организован колхоз «Красный Кустарь».
В 1958 году население деревни Заднево составляло 116 человек.
С 1960 года в составе Прусыногорского сельсовета.
По данным 1966, 1973 и 1990 годов деревня Заднево также входила в состав Прусыногорского сельсовета.
В 1997 году в деревне Заднево Бережковской волости проживали 13 человек, в 2002 году — 20 человек (русские — 75 %).
В 2007 году в деревне Заднево Бережковского СП — 48 человек.

## География
Деревня расположена в южной части района на автодороге 41К-396 (Заднево — Хотово).
Расстояние до административного центра поселения — 20 км.
Расстояние до ближайшей железнодорожной станции Гостинополье — 30 км.
Деревня находится на правом берегу реки Задневка. К западу от деревни протекает ручей Черноруцкий.

## Демография
| 1838 | 1862 | 1885 | 1997 | 2002 | 2007 | 2010 |
| ---- | ---- | ---- | ---- | ---- | ---- | ---- |
| 218  | ↗298 | ↘212 | ↘13  | ↗20  | ↗48  | ↗55  |
| 2017 |      |      |      |      |      |      |
| ↘31  |      |      |      |      |      |      |

### Национальный состав
Согласно данным Всероссийской переписи населения 2021 года в деревне проживали 9 человек, все русские.

## Достопримечательности
- Церковь Илии Пророка, деревянная, 1875—1877 года постройки. Закрыта в 1939 году. Утрачена в 2015 году[26].
- Часовня Илии Пророка, деревянная, 2019 года постройки. Действующая[27].